# Distrito de Ccochaccasa
El distrito de Ccochaccasa es uno de los doce que conforman la provincia de Angaraes, ubicada en el departamento de Huancavelica, en el Sur del Perú.

## Historia
El distrito fue creado mediante Ley del 30 de octubre de 1984, en el segundo gobierno del Presidente Fernando Belaúnde Terry, con una traducción literaria, de la palabra quechua “CCOCHA  CCASA” es “Laguna en un llanura” la connotación real del toponimia es de “Laguna Desbordada” (posiblemente de Ccochaccasan) como se dijo inicialmente pareciera que el terreno fuera el techo de una antigua laguna desbordada por alguna falla.

## Geografía
El distrito abarca una superficie de 116,6 km² se encuentra ubicado al norte del Distrito de Lircay y a una distancia de 25 km; su capital está situada en plena carretera central Lircay - Huancavelica; su coordenada está comprendida en latitud sur de 12º 55’ 33” y longitud oeste de 74° 46’ 4”, Altitud mínima: 3600 m s. n. m. Altura máxima: 4550 m.s.n.m; la capital del distrito se sitúa 4150 m.s.n.m.

## Autoridades

### Municipales
- 2015-2018[1]
  - Alcalde: Víctor, Huamani Sullcaray, Movimiento independiente AGUA.
  - Regidores: Mateo Sedano Taipe (AGUA), Cirilo, Silvestre Pérez(AGUA), Roger, Sedano Maure(AGUA), Epifania De la Cruz Gonzales(AGUA), Luciano Ccama Sedano(UPH).

### Religiosas
- Obispo de Huancavelica: Monseñor Isidro Barrio Barrio (2005 - ).

## Festividades
- Señor de Amo- 1 de enero
- Virgen del Carmen - 16 de julio
- Virgen del Rosario - 7 de octubre
- Fiesta del Niño Jesus- 25 de diciembre